# The Puppet
«The Puppet» — це пісня і сингл, британського пост-панк-гурту, Echo & the Bunnymen, який був випущений в вересні 1980, року, і як самостійний сингл, на лейблі Korova Records, пісня мала успіх в Велико Британії.